# SV Grödig
SV Grödig (celým názvem Sportverein Grödig, sportovní klub Grödig) je rakouský sportovní a fotbalový klub sídlící ve městě Grödig. Byl založen roku 1948, datum založení je i v klubovém emblému. Hřištěm klubu je Untersberg-Arena s kapacitou 4 128 diváků. Klubové barvy jsou modrá a bílá.
V sezoně 2012/13 se stal vítězem druhé rakouské ligy a poprvé v historii postoupil do 1. rakouské Bundesligy.
SV Grödig se představil v Evropské lize UEFA 2014/15, kde byl vyřazen ve třetím předkole moldavským týmem FC Zimbru Chișinău.

## Úspěchy

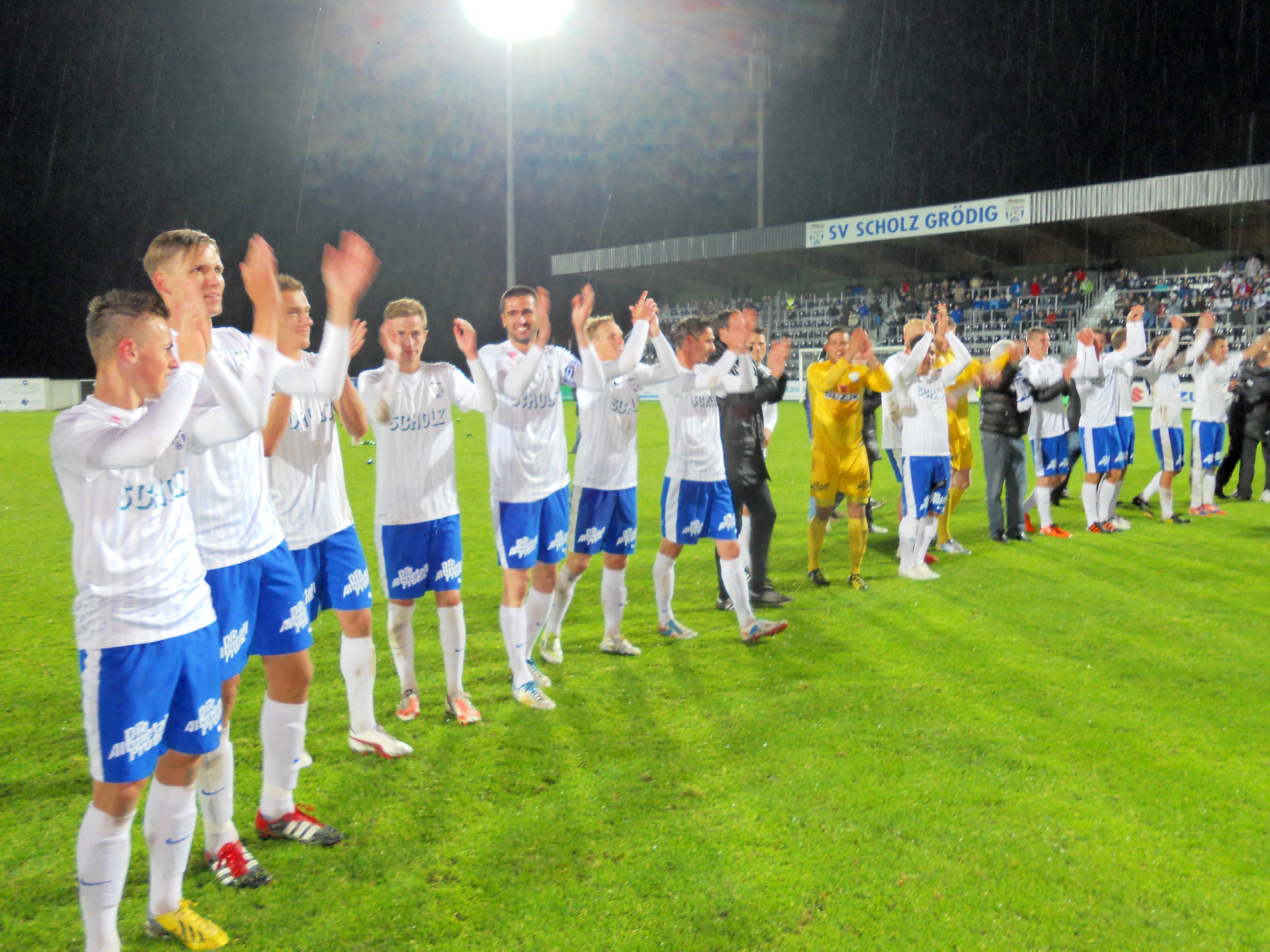
Fotbalisté SV Grödig slaví v květnu 2013 postup do 1. rakouské Bundesligy.

- 1× vítěz 2. rakouské ligy (2012/13)[2]

## Výsledky v evropských pohárech
| Ročník  | Soutěž             | Kolo        | Soupeř             | Doma | Venku | Celkem  | Postup  |
| ------- | ------------------ | ----------- | ------------------ | ---- | ----- | ------- | ------- |
| 2014/15 | Evropská liga UEFA | 2. předkolo | FK Čukarički       | 1:2  | 4:0   | 5:2     | postup  |
| 2014/15 | Evropská liga UEFA | 3. předkolo | FC Zimbru Chișinău | 1:2  | 1:0   | 2:2 (v) | vyřazen |

## Soupiska
K 12. 6. 2014.
| Číslo |           | Pozice | Hráč                   |
| ----- | --------- | ------ | ---------------------- |
| 1     | Rakousko  | B      | Cican Stankovic        |
| 2     | Rakousko  | O      | Fabio Strauss          |
| 3     | Rakousko  | O      | Maximilian Karner      |
| 5     | Rakousko  | O      | Marco Oberst           |
| 6     | Rakousko  | Z      | Robert Völkl           |
| 8     | Rakousko  | Ú      | Roman Wallner          |
| 9     | Španělsko | Ú      | Tomi Correa            |
| 10    | Rakousko  | Z      | Sandro Djuric          |
| 11    | Rakousko  | Z      | Daniel Schütz          |
| 12    | Rakousko  | O      | Robert Strobl          |
| 13    | Španělsko | O      | Ione Cabrera (kapitán) |
| 14    | Rakousko  | O      | Florian Hart           |
| 16    | Rakousko  | Z      | Mario Leitgeb          |

| Číslo |          | Pozice | Hráč                                |
| ----- | -------- | ------ | ----------------------------------- |
| 18    | Rakousko | Z      | Philipp Huspek                      |
| 19    | Rakousko | Z      | Marvin Potzmann                     |
| 20    | Německo  | Z      | Simon Handle                        |
| 22    | Rakousko | Z      | Stefan Nutz                         |
| 23    | Německo  | Z      | Sascha Boller                       |
| 24    | Rakousko | B      | Adnan Adilovic                      |
| 25    | Rakousko | B      | Pirmin Strasser                     |
| 26    | Rakousko | Z      | Marco Perchtold (host. z Paschingu) |
| 27    | Rakousko | Z      | Thomas Goiginger                    |
| 29    | Rakousko | O      | Lukas Schubert                      |
| 31    | Rakousko | O      | Matthias Maak (host. z Kapfenbergu) |
| 32    | Rakousko | O      | Christoph Martschinko               |
|       | Peru     | Ú      | Yordy Reyna                         |